# Atol de Rose
L'atol de Rose és un dels dos atols de la Samoa Nord-americana, situat a l'est de les illes Manu'a. Com a territori nord-americà és el punt més meridional dels Estats Units.

## Geografia
L'atol té una forma quasi quadrada. La superfície terrestre és de 0,214 km² i la superfície total, incloent la llacuna i els esculls, és de 5 km². Disposa un canal d'entrada a la llacuna de 40 m d'ample. Només té dos illots: Rose Island a l'extrem nord-est, amb 3,5 m d'altitud; i Sand Island al nord, al costat del pas, amb 1,5 m d'altitud.
L'atol és deshabitat i està protegit com a reserva natural. El "Rose Atoll National Wildlife Refuge" és gestionat per l'oficina federal Fish and Wildlife Service i pel govern de la Samoa Nord-americana.

## Història
Va ser descobert per Jacob Roggeveen, el 13 de juny del 1721, i el va anomenar Vuyle (illa dels ocells). El 21 d'octubre del 1819 hi va arribar el francès Louis de Freycinet. La seva dona, Rose Marie Pinon, s'havia embarcat clandestinament disfressant-se de mariner per burlar les ordenances de la marina. Freycinet el va anomenar l'île Rose en honor de la seva dona escrivint en el diari de bord: «el nom d'una persona extremadament estimada». El desig de Rose Pinon que la seva illa es veiés lliure de naufragis només va durar 50 anys fins que el vaixell nord-americà Good Templar es va estavellar als esculls i només van sobreviure tres tripulants. El 2 d'abril del 1824 va ser visitat per Otto von Kotzebue que el va anomenar Kordinkov, nom del seu primer lloctinent.